# Małgorzata Lotaryńska
Małgorzata Lotaryńska, fr. Marguerite de Lorraine-Vaudémont (ur. w 1463 na zamku w Vaudémont w Lotaryngii, zm. 2 listopada 1521 w Argentan w Normandii) – francuska tercjarka franciszkańska, błogosławiona Kościoła rzymskokatolickiego.
Była najmłodszą córką hrabiego Fryderyka II de Vaudémonta (1428-1470) i Jolanty Andegaweńskiej (1428–1483). W 1488 roku wyszła za mąż za Ireneusza z Alençon, z którym mieli trójkę dzieci. Jej mąż zmarł w 1492 roku. Małgorzata zajmowała się administracją swego księstwa i edukacją swoich dzieci. Potem przyjęła habit i złożyła śluby zakonne w dniu 1520 roku.
Zmarła 2 listopada 1521 roku w opinii świętości.
Papież Benedykt XV zaaprobował kult Małgorzaty Lotaryńskiej 1921 roku.